# Entedon subfumatus
Entedon subfumatus är en stekelart som beskrevs av Erdös 1944. Entedon subfumatus ingår i släktet Entedon, och familjen finglanssteklar. Arten är reproducerande i Sverige.